# ريما عبد الملك
ريما عبد الملك (وُلدت في 11 فبراير 1979)، هي سياسية فرنسية، شغلت منصب وزيرة الثقافة في حكومة رئيسة الوزراء إليزابيث بورن من مايو 2022 حتى يناير 2024.

## النشأة
وُلدت ريما في بيروت لعائلة لبنانية. غادرت عائلتها البلاد خلال الحرب الأهلية اللبنانية وكان وقتها في العاشرة من عمرها. وهي تحمل الجنسيتين الفرنسية واللبنانية.
درست في المدرسة الثانوية الدولية في ليون، ثم في معهد الدراسات السياسية في ليون، حيث كان عالم السياسة الليبرتاري فيليب كوركوف أحد أساتذتها. تخرجت من المعهد عام 1999. وفي عام 2000، حصلت على دبلوم الدراسات العليا المتخصصة في التنمية والتعاون الدولي من جامعة بانثيون-سوربون في باريس.